# Gnejusz Serwiliusz Caepio (konsul 203 p.n.e.)
Gnejusz Serwiliusz Caepio (zm. 174 p.n.e.) – rzymski polityk z przełomu III i II w. p.n.e.
W 213 p.n.e. przejął urząd pontyfika od Gajusza Papiliusza Maso. W 207 p.n.e. został edylem, a w 205 p.n.e. pretorem. W 203 p.n.e. piastował urząd konsula razem z Gajuszem Serwiliuszem Geminusem. Caepio był ostatnim generałem rzymskim, który walczył z Hannibalem na terenie Italii. Gdy Hannibal opuścił Italię i wycofał się na tereny Afryki Północnej, Caepio również chciał popłynąć do niej i połączyć się z siłami Scypiona. Przeciwny był temu Senat, który powołał na urząd dyktatora Publiusza Sulpicjusza Galbę Maksimusa, aby ten odwołał go.
W 192 p.n.e. został rzymskim legatem w Grecji, gdzie jego celem było znalezienie sojuszników w konflikcie z Antiochem III.